# Битва штандартов
Битва Штандартов (англ. Battle of the Standard, 22 августа 1138 г.) — одно из важнейших сражений в истории англо-шотландских войн, произошедшее 22 августа 1138 года недалеко от Норталлертона в Северном Йоркшире, Англия. В этой битве английское ополчение, собранное Турстаном, архиепископом Йоркским, нанесло сокрушительное поражение шотландцам короля Давида I, которые вторглись на территорию Англии в период гражданской войны 1135—1154 годов. В центре позиций английских войск во время битвы находилась повозка, на которой были установлены освящённые знамёна с ликами североанглийских святых, благодаря чему сражение получило название «битва Штандартов». Другое название сражения — битва при Норталлертоне.

## Предыстория
После смерти английского короля Генриха I, престол Англии должна была унаследовать его дочь Матильда, вдова императора Священной Римской империи Генриха V. Ещё 1 января 1127 года англонормандские бароны принесли присягу на верность императрице и признали её наследницей престола. Первым среди принёсших присягу был шотландский король Давид I, дядя Матильды по матери, которому принадлежали обширные владения в Средней Англии и титул графа Хантингдона.
Когда 1 декабря 1135 года Генрих I скончался, английская знать и духовенство, нарушив клятву верности Матильде, избрали своим королём Стефана Блуаского, сына дочери Вильгельма Завоевателя. Хотя Стефан также приходился родственником Давиду I — он был женат на племяннице Давида Матильде Булонской, — шотландский король отказался признать избрание Стефана и во главе крупной армии вторгся на территорию Англии. Быстрота, с которой произошло это вторжение, позволила ряду историков, сделать вывод, что эта кампания была подготовлена заранее и состоялась бы независимо от того, кто из претендентов занял бы английский престол, а защита прав Матильды являлась всего-лишь предлогом для попытки аннексии североанглийских графств. Шотландские войска захватили Камберленд и Нортумберленд, взяли Карлайл и Ньюкасл, осадили Дарем. Навстречу Давиду I в начале 1136 года двинулась английская армия короля Стефана. 5 февраля в Дареме был подписан договор, в соответствии с которым Стефан уступал Генриху Шотландскому, сыну Давида I, Карлайл, Донкастер и владения графов Хантингдона, взамен чего Генрих приносил оммаж королю Стефану. Сам Давид I избежал признания Стефана королём и принесения ему оммажа и добился обещания, что в случае, если будет возрождён титул графа Нортумбрии, Генрих Шотландский как внук по матери последнего англосаксонского эрла Нортумбрии, будет первым кандидатом на этот титул и связанные с ним владения в северо-восточной Англии.
Англо-шотландское перемирие продолжалось недолго. Уже в конце зимы 1137 года шотландцы вновь совершили набег на североанглийские графства. Лишь прибытие крупной армии короля Стефана заставило Давида I пойти на перемирие сроком до ноября 1137 года. Как только перемирие истекло, Давид I потребовал от Стефана передачи своему сыну обещанной Нортумбрии. Английский король в этот период находился в довольно сложном положении из-за провала своей экспедиции в Нормандию и складывания внутри страны сильной партии сторонников императрицы Матильды. Тем не менее, Стефан отверг требование шотландского монарха. В ответ Давид I объявил о своей верности императрице Матильде и в январе 1138 года вновь вторгся на территорию Англии.

## Шотландское вторжение

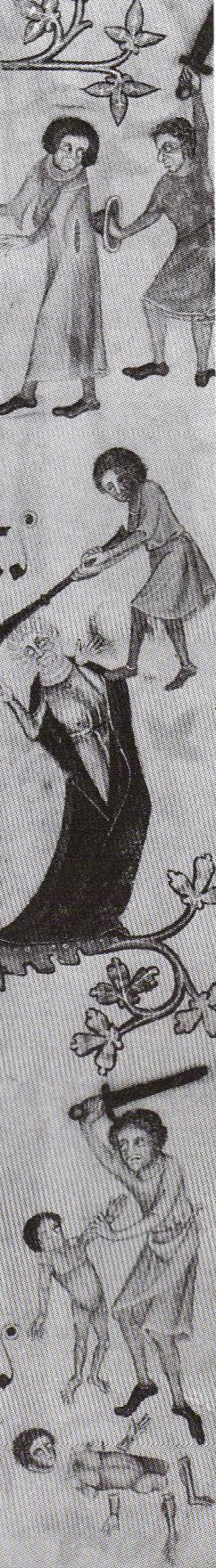
Зверства шотландцев. Латтреллов псалтирь. XIV век

Шотландское вторжение зимой 1138 года отличалось особым размахом и жестокостью, шокировавшей современников. Ричард Гексемский назвал шотландскую армию «отвратительным войском, более диким, чем любые язычники, не почитающие ни Бога, ни человека». Шотландцы «разорили всю область и везде убивали местных жителей без различия пола, возраста и состояния, уничтожая, грабя и сжигая деревни, церкви и дома». В английских хрониках того времени содержатся даже упоминания о случаях каннибализма, не говоря уже о массовых свидетельствах захватов в рабство и убийств священников, женщин и детей. За избавление от разбоев монастыри откупались деньгами: известно, например, что монастырь Тайнмаут выкупил уход шотландцев со своих земель за 27 марок. По словам хрониста Генриха Хантингдонского,

«Король скоттов, под предлогом благочестия, на основании клятвы, которую он принёс дочери короля Генриха [Матильде], вместе со своими людьми совершал варварские деяния. Ибо они разрубали беременных женщин и вырывали нерождённый плод. Они поднимали детей на остриях своих копий. Они калечили священников перед алтарями. Они приставляли к телам убитых отбитые головы распятий и, меняя их местами, помещали на распятия головы убитых. Повсюду, где появлялись скотты, их сопровождали ужас и варварство, крики женщин, вопли стариков, стоны умирающих, отчаяние живых.»
В войсках Давида I находились не только шотландцы и англичане из Лотиана, но также норвежцы и гэлы с Оркнейских и Гебридских островов, нормандские рыцари, немцы и даже датчане. Однако наибольший ужас вызывали у местного населения «пикты» из Галлоуэя, которые, по всей видимости, отличались особой жестокостью.
В феврале 1138 года король Стефан собрал крупную армию и двинулся на север. Шотландцам, однако, удалось избежать сражения, и король, разграбив Лотиан, был вынужден увести свои войска обратно на юг, где разгорался мятеж сторонников Матильды. В апреле Давид I вновь вторгся в Англию. На этот раз он разделил свою армию на две группы: оставшись с основными силами разорять Нортумберленд, король послал отряд под командованием Вильгельма Фиц-Дункана в Ланкашир. 10 июня 1138 года в стычке при Клитеро войска Фиц-Дункана одержали победу над отрядом североанглийских рыцарей. К концу июля обе шотландские армии вновь соединились в долине Тайна.
В условиях неспособности короля Стефана оказать отпор шотландцам, организацию обороны Северной Англии взяли на себя Турстан, архиепископ Йоркский, и бароны северных графств во главе с Вильгельмом Омальским, лордом Холдернесса. Под знаменем священной войны против дикарей им удалось собрать достаточно значительное ополчение (по некоторым оценкам, до 10 000 человек). 22 августа английские войска подошли к позициям шотландцев в торфяниках Коудон-Мур неподалёку от Норталлертона в Северном Йоркшире.

## Позиции сторон
По численности армия Давида I значительно превосходила англичан, достигая 16 000 человек (впрочем, о численном превосходстве шотландцев сообщают только английские источники, поэтому вопрос остаётся открытым; так же и потери 12 000 человек из 16 000 не стыкуются с тем, что после битвы армия Давида осталась на территории Англии и контролировала приграничные области, то есть сохранила свою боеспособность). Шотландцы расположились на невысоком холме к востоку от Большой Северной дороги. В войсках Давида находилось значительное число нормандских рыцарей, которые владели землями как в Шотландии, так и в Англии, и, соответственно, являлись вассалами обоих королей. Эти бароны, прежде всего Роберт де Брюс и Бернард де Баллиол, попытались убедить Давида I отказаться от битвы, пообещав добиться от короля Стефана уступки Нортумберленда, но их усилия не увенчались успехом и часть нормандцев покинули расположение армии.
Перед построением армии возник спор о том, чей отряд должен стоять на передней линии войск. Король Давид I предполагал в авангард поставить нормандских рыцарей, однако против этого решительно выступили «галлоуэйцы» (очевидно, гэлы из юго-западных областей Шотландии), гордые своей недавней победой при Клитеро над англичанами. Король уступил и разместил впереди остальных войск яростных «галлоуэйцев», вооружённых лишь мечами, пиками и кожаными щитами. Современник сражения Эйлред из Риво с удивлением описывал их одежду, лишь наполовину закрывающую ягодицы (очевидно они носили короткие кильты). Непосредственно за «галлоуэйцами» разместились отряды англонормандских баронов из Южной Шотландии и Северной Англии во главе с принцем Генрихом. Третью линию составляли гэлы из Аргайла, норвежцы с Гебридов, а также отряд англосаксов из Лотиана под командованием графа Госпатрика. Наконец, замыкала построение основная масса шотландцев, главным образом, из северо-восточных областей страны, во главе с самим королём Давидом I.
Войска англичан расположились на соседнем с шотландцами холме, выстроившись в одну плотную колонну. В центре английских позиций архиепископ Турстан установил повозку с укреплённой на ней корабельной мачтой, к которой были привязаны священные знамёна с ликами святых Петра Йоркского, Иоанна Беверлийского, Вильфрида Рипонского и Кутберта Даремского. Благодаря этим знамёнам, сражение получило известность как «битва Штандартов». Первую линию построения составляли лучники, за ними шли тяжеловооружённые рыцари, спешившиеся для участия в битве, а на флангах и в арьергарде расположились отряды ополчения североанглийских графств.

## Ход битвы
По свидетельству Генриха Хантингдонского, сражение началось атакой шотландецв. С громким криком «Albanaich, Albanaich!» (с гэльск. — «Шотландцы, шотландцы!») первые ряды армии Давида I обрушились на английскую армию. Эйлред из Риво так описывает начало сражения:
По обычаю они трижды прокричали свой ужасный боевой клич и атаковали южан с таким бешенством, что первые ряды копейщиков бросились врассыпную; но были остановлены силой рыцарей и [копейщики] вновь обрели мужество и силы против неприятеля. И когда шотландские пики оказались бесполезными перед прочностью железа и дерева, они выхватили свои мечи и попытались одолеть англичан в ближнем бою.
Когда шотландцы перешли к бою на мечах, английские лучники засыпали их градом стрел. Позиции шотландцев расстроились, а храбрые, но крайне плохо вооружённые галлоуэйцы не пожелали отступить и были практически полностью перебиты. По словам Эйлреда,
Тела галлоуэйцев были утыканы стрелами как ежи иглами, но они продолжали сжимать в руках свои мечи и в слепом безумии размахивать ими, пытаясь поразить своего врага, но лишь тщетно рассекая воздух.
Сражение продолжалось и на других флангах. Отряду Генриха Шотландского удалось потеснить англичан, однако, когда одной из английских стрел был убит «предводитель людей Лотиана», вероятно, граф Госпатрик, шотландцы обратились в бегство. За ними последовали остатки галлоуэйцев и другие воины армии Давида I. По легенде, король лично пытался остановить отступающих, но был увезён своей охраной. По свидетельству Иоанна Гексемского, битва продолжалась три часа и к 9 часам утра была завершена. Разгромленная армия Давида I бежала на север. Англичане, чьи потери в сражении были относительно невелики, не преследовали шотландцев.

## Последствия

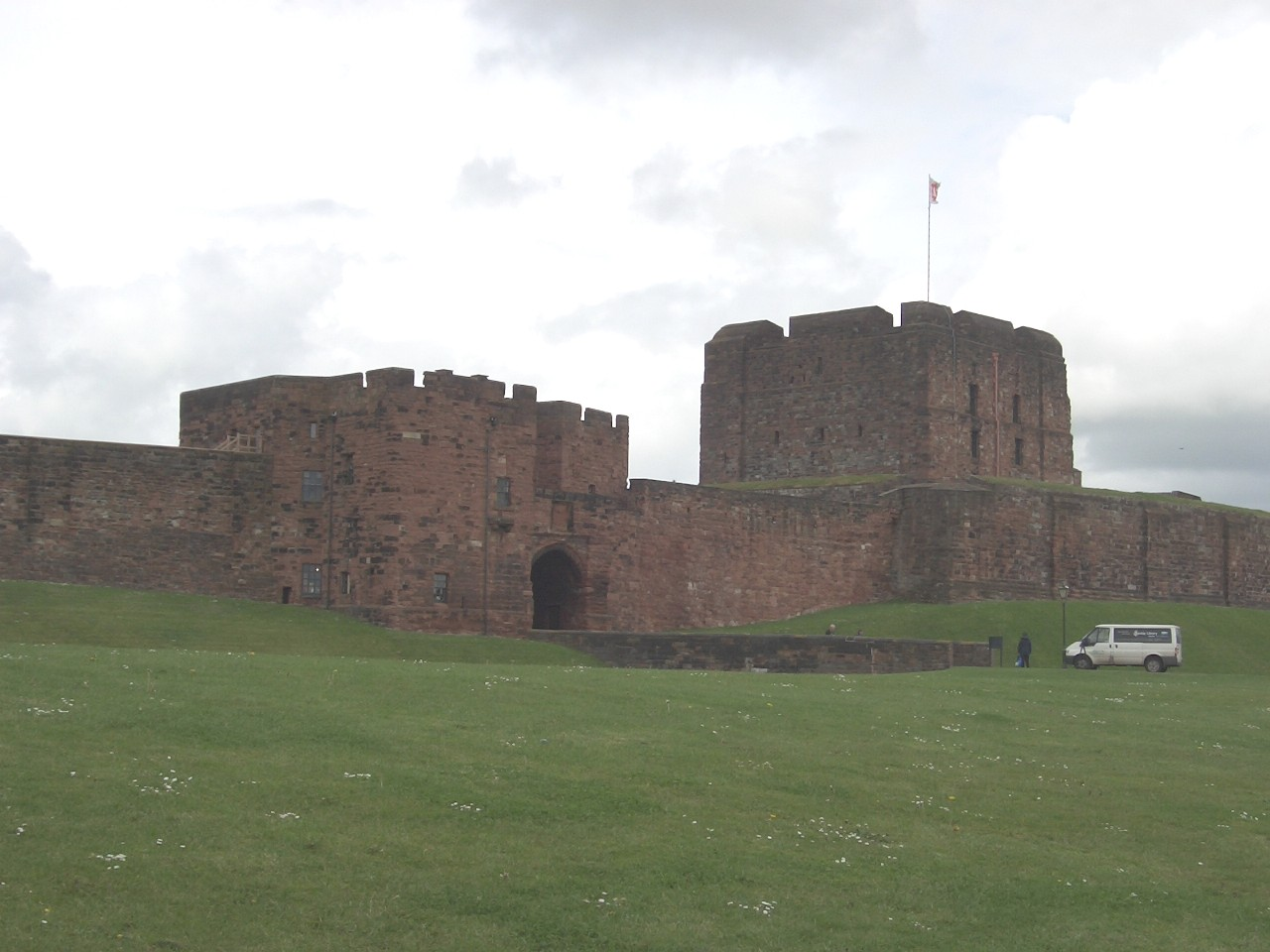
Карлайлский замок, перестроенный Давидом I

Несмотря на полную победу англичан в битве Штандартов, она не сыграла решающую роль в ходе войны. Давид I со своими отрядами остался на территории Северной Англии, обосновавшись в Карлайле, и вскоре возобновил набеги на Нортумберленд. Продолжалась и осада шотландцами крепостей на англо-шотландской границе, в частности, в ноябре 1138 г. был взят замок Уарк. Переговоры о примирении взяли на себя королева Матильда Булонская и папский легат Альберик, епископ Остии. Окончательно условия мирного договора были согласованы 9 апреля 1139 г. в Дареме и оказались крайне выгодными для шотландского короля. Стефан, вынужденный вести военные действия в Южной и Западной Англии против сторонников императрицы Матильды, был крайне заинтересован в достижении компромисса с Шотландией и пошёл на колоссальные территориальные уступки. В соответствии с Даремским договором, Стефан уступил Нортумберленд Генриху Шотландскому, сыну Давида I, сохранив за собой лишь две североанглийские крепости — Бамборо и Ньюкасл. Давид I и его сын, в свою очередь, признали Стефана Блуаского королём Англии и принесли ему оммаж.
В дальнейшем шотландский король практически не принимал активного участия в гражданской войне в Англии, за исключением символического сопровождения императрицы Матильды в Лондон в 1141 г. и участия в битве при Винчестере. Территории, уступленные шотландцам в 1136 и 1138 гг., были возвращены лишь в 1157 г. преемником Стефана Генрихом II Плантагенетом.